# 李玼
李玼（725年—784年），原名李漼。唐玄宗李隆基第二十四子，母为阎才人。
开元十三年（725年）出生，同年三月封义王。二十三年（735年）七月，授开府仪同三司，改名李玼。王妃为左金吾卫将军阎用之的长女。兴元元年（784年）四月丁卯，义王李玼薨逝。其子李仪为舞阳郡王、太仆卿同正员，李僇为高密郡王、宗正卿同正员。

## 延伸阅读
[在维基数据编辑]
 《舊唐書·卷107》，出自刘昫《舊唐書》
 《新唐書·卷082》，出自《新唐書》